# A Napsugár epizódjainak listája
Ez a lista a Napsugár című amerikai animációs sorozat epizódjainak felsorolását tartalmazza.

## Évados áttekintés
| Évad | Évad  | Epizódok | Eredeti sugárzás    | Eredeti sugárzás | Magyar sugárzás   | Magyar sugárzás      |
| Évad | Évad  | Epizódok | Évadpremier         | Évadfinálé       | Évadpremier       | Évadfinálé           |
| ---- | ----- | -------- | ------------------- | ---------------- | ----------------- | -------------------- |
|      | Pilot | Pilot    | 2016. november      | 2016. november   | TBA               | TBA                  |
|      | 1     | 40       | 2017. augusztus 21. | 2019. június 23. | 2018. február 11. | 2019. szeptember 24. |
|      | 2     | 20       | 2019. április 14.   | 2020. március 1. | 2019. október 29. | TBA                  |

## Epizódok

### Pilot
| Cím              | Írta | Eredeti premier | Magyar premier |
| ---------------- | ---- | --------------- | -------------- |
| Sneak Peek Short |      | 2016. november  |                |

### 1. évad (2017–2018)
| #   | #   | Eredeti cím                   | Magyar cím                          | Rendezte                                   | Írta                                 | Eredeti premier      | Magyar premier       |
| --- | --- | ----------------------------- | ----------------------------------- | ------------------------------------------ | ------------------------------------ | -------------------- | -------------------- |
| 1.  | 1.  | Stick With Me                 | Együtt könnyebb?                    | Shawn Seles, Joey So és Dave Barton Thomas | Alison Greenaway                     | 2017. augusztus 21.  | 2018. február 11.    |
| 2.  | 2.  | Sunny's Birthday Wish List    | Napsi születésnapi kívánság listája | Shawn Seles, Joey So és Dave Barton Thomas | Jodi Reynolds                        | 2017. augusztus 23.  | 2018. február 12.    |
| 3.  | 3.  | Puppy Love                    | Kutyaszerelem                       | Shawn Seles, Joey So és Dave Barton Thomas | Alison Greenaway                     | 2017. augusztus 25.  | 2018. február 8.     |
| 4.  | 4.  | Style Swap                    | Szerepcsere                         | Shawn Seles, Joey So és Dave Barton Thomas | Sindy Boveda Spackman, Jodi Reynolds | 2017. augusztus 29.  | 2018. február 10.    |
| 5.  | 5.  | Sunny and the Princesses      | Napsi és a hercegnők                | Shawn Seles, Joey So és Dave Barton Thomas | Brian Hohlfeld                       | 2017. augusztus 31.  | 2018. február 6.     |
| 6.  | 6.  | Junior's Teddy Bear           | Junior mackója                      | Shawn Seles, Joey So és Dave Barton Thomas | Nicole Dubuc                         | 2017. szeptember 8.  | 2018. július 25.     |
| 7.  | 7.  | Friendship Day                | A barátság nap                      | Shawn Seles, Joey So és Dave Barton Thomas | Brian Hohlfeld                       | 2017. szeptember 19. | 2018. február 5.     |
| 8.  | 8.  | Top Dog                       | Tökéletes kedvenc                   | Shawn Seles, Joey So és Dave Barton Thomas | Jodi Reynolds                        | 2017. szeptember 21. | 2018. július 24.     |
| 9.  | 9.  | Messenger Mix-Up              | Postás baki                         | Shawn Seles, Joey So és Dave Barton Thomas | Kacey Arnold                         | 2017. október 6.     | 2018. július 23.     |
| 10. | 10. | Pumpkin Pursuit               | Sütőtök futam                       | Shawn Seles, Joey So és Dave Barton Thomas | Scott Gray                           | 2017. október 13.    | 2018. október 28.    |
| 11. | 11. | The Royal Visit               | Az udvari vizit                     | Shawn Seles, Joey So és Dave Barton Thomas | Brian Hohlfeld                       | 2017. október 17.    | 2018. február 14.    |
| 12. | 12. | The Topi-Hairy Contest        | A műkertész verseny                 | Shawn Seles, Joey So és Dave Barton Thomas | Brian Hohlfeld                       | 2017. október 20.    | 2018. február 13.    |
| 13. | 13  | If Timmy Gives You Apples     | Timmy almái                         | Shawn Seles, Joey So és Dave Barton Thomas | Rachel Vine                          | 2017. november 7.    | 2018. február 7.     |
| 14. | 14. | Lacey's Salon                 | Lacey szalonja                      | Shawn Seles, Joey So és Dave Barton Thomas | Melinda LaRose                       | 2017. november 17.   | 2018. július 27.     |
| 15. | 15. | Wild Styled                   | Vad frizura                         | Shawn Seles, Joey So és Dave Barton Thomas | Jodi Reynolds                        | 2017. december 1.    | 2018. július 26.     |
| 16. | 16. | Best Christmas Ever           | A világ legjobb karácsonya          | Shawn Seles, Joey So és Dave Barton Thomas | Brian Hohfeld                        | 2017. december 8.    | 2018. december 16.   |
| 17. | 17. | Sunny's Not-So-Simple Concert | Napsi szuper koncertje              | Shawn Seles, Joey So és Dave Barton Thomas | Jodi Reynold                         | 2018. január 19.     | 2018. július 31.     |
| 18. | 18. | Clowning Around               | Bohócműsor                          | Shawn Seles, Joey So és Dave Barton Thomas | Jody Reynold                         | 2018. február 9.     | 2018. július 30.     |
| 19. | 19. | Poodle Puff Pals              | A pudlifrizura                      | Shawn Seles és Dave Barton Thomas          | Jodi Reynold                         | 2018. március 23.    | 2018. augusztus 1.   |
| 20. | 20. | Cirque du Sunny               | Napsi cirkusza                      | Shawn Seles és Dave Barton Thomas          | Alan Denton                          | 2018. április 13.    | 2018. december 4.    |
| 21. | 21. | The Royal Portrait            |                                     | Shawn Seles és Dave Barton Thomas          | Jodi Reynolds                        | 2018. május 14.      | 2018. december 7.    |
| 22. | 22. | A Day at the Beach            | Egy nap a parton                    | Shawn Seles, Joey So és Dave Barton Thomas | Nicole Dubuc                         | 2018. június 4.      | 2018. december 3.    |
| 23. | 23. | Sleepover Surprise            | Pizsama buli                        | Shawn Seles és Dave Barton Thomas          | Rachel Vine                          | 2018. június 11.     | 2018. december 6.    |
| 24. | 24. | The Forever Home              |                                     | Shawn Seles és Dave Barton Thomas          | Jodi Reynolds                        | 2018. június 18.     | 2019. június 4.      |
| 25. | 25. | Lulu the Woodland Fairy       |                                     | Shawn Seles és Dave Barton Thomas          | Ed Valentine                         | 2018. június 25.     | 2019. június 5.      |
| 26. | 26. | Sunny's Squad                 | Napsi nindzsái                      | Shawn Seles és Dave Barton Thomas          | Brian Hohlfeld                       | 2018. július 9.      | 2018. december 5.    |
| 27. | 27. | Band Together                 |                                     | Shawn Seles, Joey So és Dave Barton Thomas | Rachel Vine                          | 2018. augusztus 10.  |                      |
| 28. | 28. | Timmy's Big Day               | Timmy nagy napja                    | Shawn Seles és Dave Barton Thomas          | Alan Denton                          | 2018. október 21.    | 2019. augusztus 13.  |
| 29. | 29. | Pancake Party                 |                                     | Shawn Seles és Dave Barton Thomas          | Rachel Vine                          | 2018. október 28.    | 2019. június 6.      |
| 30. | 30. | Cindy and the Cupcake Machine |                                     | Shawn Seles és Dave Barton Thomas          | Melinda LaRose                       | 2018. november 4.    | 2019. június 3.      |
| 31. | 31. | Dance Buddies                 |                                     | Shawn Seles és Dave Barton Thomas          | Kim Beyer-Johnson                    | 2018. november 11.   | 2019. június 7.      |
| 32. | 32. | Skating Siblings              | Deszkás tesók                       | Shawn Seles és Dave Barton Thomas          | Jodi Reynolds                        | 2018. november 18.   | 2019. augusztus 12.  |
| 33. | 33. | Violet's Adventure            | Violet nagy kalandja                | Shawn Seles és Dave Barton Thomas          | Jodi Reynolds                        | 2018. november 25.   | 2019. augusztus 14.  |
| 34. | 34. | A Different Duo               |                                     | Shawn Seles és Dave Barton Thomas          | Jodi Reynolds                        | 2018. december 2.    | 2019. augusztus 16.  |
| 35. | 35. | Jump                          | Ugrás                               | Shawn Seles és Dave Barton Thomas          | Rachel Vine                          | 2019. január 13.     | 2019. szeptember 11. |
| 36. | 36. | Pet Parlor                    | A kutyakozmetika                    | Shawn Seles és Dave Barton Thomas          | Alan Denton                          | 2019. február 3.     | 2019. augusztus 15.  |
| 37. | 37. | Parlor Problems               | Elkószált eb                        | Shawn Seles és Dave Barton Thomas          | Alison Greenaway                     | 2019. február 24.    | 2019. szeptember 9.  |
| 38. | 38. | A Berry Good Smell            | A szuper bogyó illat                | Shawn Seles és Dave Barton Thomas          | Kacey Arnold és Brian Hohlfeld       | 2019. március 24.    | 2019. szeptember 10. |
| 39. | 39. | Three-Headed Rose             |                                     | Shawn Seles és Dave Barton Thomas          | Alison Greenaway                     | 2019. május 19.      | 2019. szeptember 12. |
| 40. | 40. | The Royal Wedding             |                                     | Shawn Seles és Dave Barton Thomas          | Jodi Reynolds                        | 2019. június 23.     | 2019. szeptember 24. |

### 2. évad (2019–2020)
| #   | #   | Eredeti cím                   | Magyar cím | Rendezte                          | Írta                                     | Eredeti premier      | Magyar premier     |
| --- | --- | ----------------------------- | ---------- | --------------------------------- | ---------------------------------------- | -------------------- | ------------------ |
| 41. | 1.  | Sunny and the Springtacular   |            | Dave Barton Thomas és Shawn Seles | Ben Ward                                 | 2019. április 14.    | 2019. október 29.  |
| 42. | 2.  | Doodle the Boss               |            | Dave Barton Thomas és Shawn Seles | Alan Denton                              | 2019. július 28.     | 2019. október 28.  |
| 43. | 3.  | Monkey Business               |            | Dave Barton Thomas és Shawn Seles | Jodi Reynolds                            | 2019. augusztus 25.  | 2019. október 30.  |
| 44. | 4.  | Get Her to the Vet            |            | Dave Barton Thomas és Shawn Seles | Alan Denton                              | 2019. szeptember 15. | 2019. október 31.  |
| 45. | 5.  | Sunny and the Groom & Vroom   |            | Dave Barton Thomas és Shawn Seles | Sarah Blondine Mullervy                  | 2019. szeptember 29. | 2019. november 1.  |
| 46. | 6.  | Doodle and the Poodle         |            | Dave Barton Thomas és Shawn Seles | Lisa Kettle                              | 2019. október 13.    | 2019. december 30. |
| 47. | 7.  | Sunny-Go-Round                |            | Dave Barton Thomas és Shawn Seles | Christianne Hedtke                       | 2019. november 3.    | 2019. december 31. |
| 48. | 8.  | Princess Puppy Party          |            | Dave Barton Thomas és Shawn Seles | Jodi Reynolds                            | 2019. november 17.   |                    |
| 49. | 9.  | Commercial Success            |            | Dave Barton Thomas és Shawn Seles | Jared Shalek                             | 2019. december 1.    |                    |
| 50. | 10. | On Thin Ice                   |            | Dave Barton Thomas és Shawn Seles | Kevin Burke és Chris Wyatt               | 2020. március 1.     |                    |
| 51. | 11. | Bad Hairbot Day               |            | Dave Barton Thomas és Shawn Seles | Greg Hahn                                | 2020. március 1.     |                    |
| 52. | 12. | Blair's Appointment           |            | Dave Barton Thomas és Shawn Seles | Morgan Von Ancken                        | 2020. március 1.     |                    |
| 53. | 13. | All At Sea                    |            | Dave Barton Thomas és Shawn Seles | Ben Ward                                 | 2020. március 1.     |                    |
| 54. | 14. | Double Trouble                |            | Dave Barton Thomas és Shawn Seles | Alan Denton                              | 2020. március 1.     |                    |
| 55. | 15. | The Flower Parade             |            | Dave Barton Thomas és Shawn Seles | Alan Denton                              | 2020. március 1.     |                    |
| 56. | 16. | A Hairy Situation             |            | Dave Barton Thomas és Shawn Seles | Ruth Morrison és Sarah Blondine Mullervy | 2020. március 1.     |                    |
| 57. | 17. | Chasing Rainbow               |            | Dave Barton Thomas és Shawn Seles | Jared Shalek                             | 2020. március 1.     |                    |
| 58. | 18. | Blair's Day Off               |            | Dave Barton Thomas és Shawn Seles | Jodi Reynolds                            | 2020. március 1.     |                    |
| 59. | 19. | Pin Pal                       |            | Dave Barton Thomas és Shawn Seles | Alan Denton                              | 2020. március 1.     |                    |
| 60. | 20. | Sunny & The Firework Festival |            | Dave Barton Thomas és Shawn Seles | Sarah Blondine Mullervy                  | 2020. március 1.     |                    |